# Patty Jenkins
Patricia Lea Jenkins (Victorville, 1971. július 24. –), ismertebb nevén Patty Jenkins amerikai filmrendező, forgatókönyvíró és producer. Legismertebb munkái A rém című életrajzi thriller, valamint a Wonder Woman című szuperhősfilm és annak folytatása, a Wonder Woman 1984, melynek társírója is volt egyben. Emellett televíziós sorozatokon is dolgozott, a Gyilkosság című sorozat pilot epizódjának rendezéséért Primetime Emmy-díjra is jelölték, valamint Directors Guild of America-díjat nyert. 2017-ben hatodik volt a Time magazin év embereit felsoroló listáján.

## Élete
A kaliforniai Victorville-ben született William T. Jenkins vadászpilóta és Emily Roth kutató lányaként. Egy nővére van, Elaine Roth. Családjával gyerekként több helyen éltek világszerte, laktak Kansasben, Thaiföldön és Németországban is. Édesapját hét éves korában elvesztette, miután lelőtték a vadászgépét. Ezután a család San Francisco-ba költözött. Jenkins elmondása szerint az 1978-as Superman inspirálta őt, hogy filmes pályára lépjen (édesanyja kutatónak szánta őt). Gimnáziumi évei alatt festéssel és fotózással is foglalkozott, 20 évesen pedig segédnek állt egy filmes társaságnál, ezután nyolc évig segédoperatőri munkákkal foglalkozott. Michael Jackson egyik videójának forgatása során ajánlotta be őt a vezető operatőr az Amerikai Filmintézetbe, hogy kitanulja a filmrendezést. Ezt követően rendezett egy szuperhős témájú rövidfilmet, melyet bemutattak a Filmintézet fesztiválján. Itt ismerkedett meg Brad Wyman producerrel, aki később bemutatta őt Donald Kushner producernek, így jutott el első filmrendezéséhez, a 2003-as A rém-hez.
A rém Aileen Wuornos női sorozatgyilkosról szól, a főszerepet Charlize Theron kapta meg, az alkotás kritikailag és anyagilag is sikeres lett. Ezt követően Chuck Yeager pilóta kereste fel, hogy készítsen filmet az életéről, ám ebből a projektből végül nem lett semmi. Ezután egy szuperhősfilmet szeretett volna forgatni Ryan Gosling főszereplésével, de időközben terhes lett, így ez a munka sem valósulhatott meg. A következő évtizedet a televíziózás világában töltötte, reklámokat és sorozatepizódokat forgatott. 2011-ben megkeresést kapott, hogy legyen a Thor: Sötét világ rendezője, de alig két hónap után kreatív nézetkülönbségek miatt otthagyta a projektet.
2015-ben Jenkins aláírt a Gal Gadot és Chris Pine főszereplésével készülő Wonder Woman szuperhősmozi rendezői pozíciójára, mellyel ő lett az első női rendező aki szuperhősfilmet készíthetett. 2017 júniusi bemutatóját követően a Wonder Woman a legjobb nyitóhétvégét produkáló film lett valaha, amelyet női rendező jegyzett, megelőzve a korábbi csúcstartó A szürke ötven árnyalata című filmet, összesen több mint 800 millió dolláros bevételével pedig megdöntötte a női rendező által jegyzett film bevételi rekordját is, melyet a Mamma Mia! tartott. A Wonder Woman sikere jóval meghaladta az előzetes várakozásokat, és Jenkins elismert rendezővé vált mind a szakma, mind a közönség szemében.
Amellett, hogy néhány kisebb munka erejéig visszatért a televíziózáshoz, már 2017-ben, az első film sikere után bejelentették, hogy a Wonder Woman folytatást kap, Jenkins és Gadot pedig mindketten visszatérnek. A készülő Wonder Woman 1984 forgatókönyvén Jenkins személyesen is dolgozott. A film bemutatóját eredetileg 2019 novemberére tűzték ki, ám több alkalommal és több okból (többek között a Covid19-pandémia miatt) halasztani kellett, végül 2020 decemberében debütálhatott, limitált vetítésekkel (sok országban csak streaming szolgáltatáson vált elérhetővé). A film kritikailag és bevételeit tekintve is jócskán elmaradt az első résztől.
2020 októberében bejelentették, hogy Jenkins és Gal Gadot egy új, Cleopatra című film munkálatain kezdtek el dolgozni, 2020 decemberében pedig a Disney adta hírül, hogy Jenkins fogja rendezni egyik készülő Csillagok háborúja-filmjüket, a 2023-ra kitűzött Rogue Squadron-t, első női rendezőként a Csillagok háborúja-filmek történetében.

## Magánélete
2007-ben Jenkins feleségül ment Sam Sheridan korábbi tűzoltóhoz, az A Fighter's Heart című könyv szerzőjéhez. Egy fiuk van, a kaliforniai Santa Monicában élnek.

## Munkássága

### Mozifilmek
- A rém (2003)
- Wonder Woman (2017)
- Wonder Woman 1984 (2020)
- Rogue Squadron (2023)
- Cleopatra (TBA)